# Falkenberg (Flensburg)

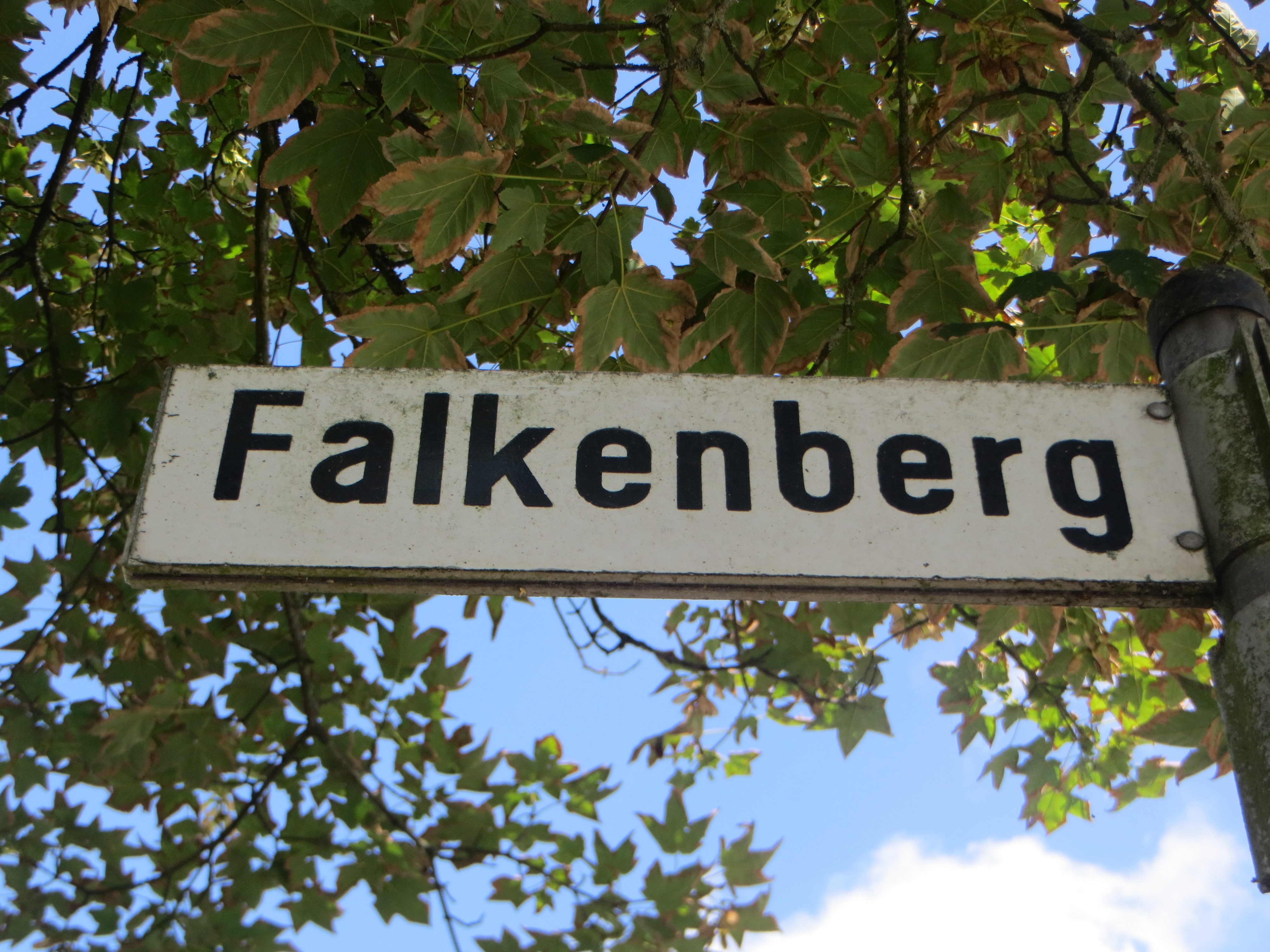
Die Straße Falkenberg gehört zu einer Hauptstraßenverbindung, die das Gebiet durchkreuzt.

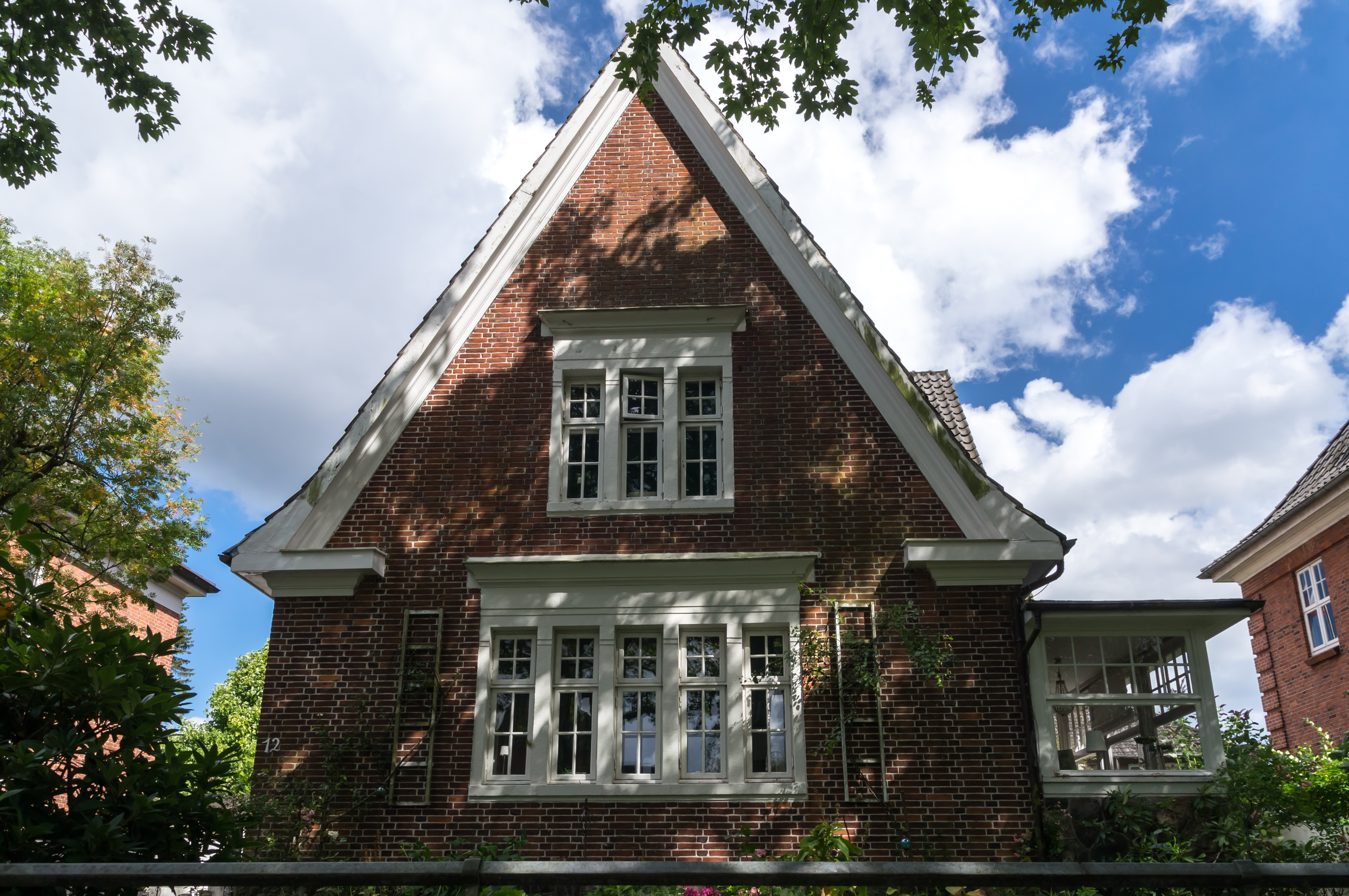
Eines der denkmalgeschützten Wohnhäuser des Gebietes.

Falkenberg (dän. Falkebjerget) ist ein Gebiet der Stadt Flensburg im Südwesten des Stadtteils Westliche Höhe. Ein Teilstück der Straßenverbindung, die das Gebiet durchkreuzt, trägt ebenfalls den Namen Falkenberg.

## Hintergrund
Der Ursprung des Namens, der sich offenbar aus den Wörtern Falke und Berg zusammensetzt, ist unklar. Deutschlandweit existieren verschiedene Burgen und Ortsteile, die den Namen Falkenberg tragen, beispielsweise das Gut Falkenberg, nahe Schleswig. Georg Claeden mutmaßte im 18. Jahrhundert hinsichtlich des Namenshintergrundes: „Den Ursprung dieses Namens möge gerne wissen. Ob unsere Vorweser dasselbst sich mit dem Falkenfangen divertiret [...]“. Ob beim Falkenberg tatsächlich Falknerei ausgeübt wurde, ist jedoch nicht überliefert.
Der Name des Gebietes Falkenberg ist seit 1587 urkundlich überliefert. Nach dem Erdbucheintragung von 1594 sollte die Koppel Falkenberg der Allgemeinheit als Weideland dienen. Alte, überlieferte Namen von Örtlichkeiten beim besagten Gebiet sind außerdem Strucksdamm (Mitte des 15. Jahrhunderts) sowie Immenhof (zum Ende des 16. Jahrhunderts). Die Koppel Falkenberg gehörte 1611 zu St. Marien. Im Flensburger Adressbuch von 1865 wurde erstmals der Falkenberger Weg erwähnt, welcher am 5. März 1920 verkürzt in Falkenberg umbenannt wurde. Noch 1921 war die Straße ungepflastert.
In der Zeit zwischen den Weltkriegen entstanden einige neue Wohngebiete der Stadt, bestehend aus frei stehenden Villen und Doppelhäusern, beispielsweise am Ostseebad, beim Ramsharder Feld, am Marienhof, beim Bohlberg und bei Friedheim. Ab 1924 wurde auch das Falkenberger Gebiet mit Einfamilienhäuser überbaut. Der Bau der besagten Villenkolonie Falkenberg wurde durch die Stadt, dem Baugeschäft Jürgensen und dem Bauleiter Friedrich Tietje realisiert. Nach dem verantwortlichen Bauleiter Tietje wird sie auch „Tietjenkolonie“ genannt. Die ein- und zweigeschossigen, häufig in rotem Backstein realisierten Einfamilienhäuser im Stil des Heimatschutzes, stehen besonders dicht im Abschnitt Strucksdamm und Timm-Kröger-Weg. In weiteren angrenzenden Straßen entstanden weitere, ähnliche Häuser. Erst 1937 entstanden die Häuser an der Matthias-Claudius-Straße. Volkstümlich wurde die dort entstandene Siedlung „Monokel-Siedlung“ genannt. Dort lebten überwiegend gut situierte und vornehme Mieter und Eigentümer, hauptsächlich Marineoffiziere die beim Stützpunkt Flensburg-Mürwik ihren Dienst taten. Viele dieser Gebäude sind heute denkmalgeschützt. Seit den 1950er Jahren hielt die Bautätigkeit im Gebiet Falkenberg unvermindert an. Seitdem wurden dort auch Reihenhäuser und Geschosswohnbauten errichtet. In der Monokel-Siedlung wohnen heute viele Juristen, Lehrer und Mediziner vom St. Franziskus-Hospital und Diakonissenkrankenhaus.
Irgendwann im 20. Jahrhundert wurde das Falkenberg genannte Gebiet auf zwei Stadtbezirke aufgeteilt. Zum einen auf den nach St. Gertrud und zum anderen auf den nach dem Mühlenfriedhof benannten Stadtbezirk. Des Weiteren wurde die dortige Falkenbergschule, eine Grundschule am 28. August 1968 eröffnet. Nach Falkenberg wurde auch der Kiosk Falkenberg in der Westerallee Nummer 88 benannt.